# Sara Tomic
Sara Tomic (Gold Coast, 5 februari 1998) is een tennisspeelster uit Australië. Zij is de jongere zus van tennisser Bernard Tomic. Sara Tomic begon met tennis toen zij acht jaar oud was. Zij speelt rechtshandig en heeft een tweehandige backhand. Zij was actief in het internationale tennis van 2014 tot in 2020.

## Loopbaan
In 2012 speelde Tomic voor het eerst op het Australian Open bij de junioren. Drie jaar later bereikte zij op dit toernooi de halve finale in het meisjesdubbelspel, samen met de Chinese Xu Shilin.
In 2015 speelde zij haar eerste volwassenen-grandslamtoernooi op het Australian Open, samen met Naiktha Bains met wie zij middels een wildcard was toegelaten tot het vrouwendubbelspeltoernooi.
Op het ITF-circuit won Tomic drie titels in het enkelspel en twee in het dubbelspel.

## Posities op deWTA-ranglijst
Positie per einde seizoen:
| jaar | rang enkelspel | rang dubbelspel |
| ---- | -------------- | --------------- |
| 2014 | 1189           | –               |
| 2015 | 448            | 762             |
| 2016 | 478            | 1020            |
| 2017 | 525            | 677             |
| 2018 | 519            | 666             |
| 2019 | 850            | 1353            |
| 2020 | 702            | 1132            |
| 2021 | 841            | 1228            |

## Resultaten grandslamtoernooien
| Legenda | Legenda                          |
| ------- | -------------------------------- |
| g.t.    | geen toernooi gehouden           |
| l.c.    | lagere categorie                 |
| –       | niet deelgenomen                 |
| G       | uitgeschakeld in de groepsfase   |
| 1R      | uitgeschakeld in de eerste ronde |
| 2R      | uitgeschakeld in de tweede ronde |
| 3R      | uitgeschakeld in de derde ronde  |
| 4R      | uitgeschakeld in de vierde ronde |
| KF      | uitgeschakeld in de kwartfinale  |
| HF      | uitgeschakeld in de halve finale |
| F       | de finale verloren               |
| W       | het toernooi gewonnen            |
| w-v     | winst/verlies-balans             |

### Enkelspel
geen deelname

### Vrouwendubbelspel
| toernooi        | 2015 |
| --------------- | ---- |
| Australian Open | 1R   |
| Roland Garros   | –    |
| Wimbledon       | –    |
| US Open         | –    |